# Fred Hersch
Fred Hersch (21 de octubre de 1955. Cincinnati, Ohio) es un pianista estadounidense de jazz, situado en la escena de la ortodoxia neo bop de finales del siglo XX.

## Historial
Comenzó a tocar a mediados de la década de 1970 en su ciudad natal, para graduarse después en el New England Conservatory de Boston. Entre sus profesores estaba Sophia Rosoff. Se traslada a Nueva York a finales de la década, encontrando pronto acomodo en bandas de músicos como Stan Getz, Joe Henderson, Lee Konitz, Art Farmer, o Charlie Haden. Hersch comienza pronto a grabar discos con su propio material, muy influido por el estilo de Bill Evans, aunque siempre ha intentado mantener su propia personalidad.  Aunque ha tocado en diversos tipos de formaciones, lo ha hecho frecuentemente con piano solo, y muchos de sus álbumes (por ejemplo, Live at the Bimhuis (2006)), son conciertos en solitario. En 2006 fue invitado a realizar la primera sesión de piano en solitario en la historia del "Village Vanguard Jazz Club".
Hersch también ha actuado como cantante, formando dúo con Jay Clayton, Nancy King, o Karin Oberlin. Además, ha desarrollado una labor docente, en la New School University, la Manhattan School of Music, la Western Michigan University, y el propio New England Conservatory. En febrero de 2010 fue entrevistado por Linus Wyrsch en The Jazz Hole para BreakThru Radio.
Tocó en el festival de jazz de Kool en 1981. En 1983, Hersch tocó una sesión del dúo con el bajista Ratso Harris en el salón Knickerbocker de Nueva York. El New York Times escribió: "Mr. Hersch es un romántico, está abiertamente involucrado en lo que está tocando y proyecta esta participación con expresiones corporales y faciales que sutilmente subrayan el sentido de su música."
En 1983-84, Hersch tocó muchas sesiones con Jane Ira Bloom en varios lugares, y grabaron el álbum Mighty Lights.
En 1985, tocó con el cuarteto de Jamie Baum. 
En 1986, tocó con Toots Thielemans en el festival de jazz de Great Woods. También tocó con él en varias sesiones al año siguiente, y otra vez en 1987, recibiendo atención especial para sus solos. En 1986, enseñó en el Berklee College of Music. 
Fue el pianista del cuarteto de Eddie Daniels en 1987 y apareció en su álbum To Bird with Love.
En 1988, Hersch tocó en Somerville, Massachusetts con su quinteto en el Willow Jazz Club. El Boston Globe lo describió como "un intérprete elegante y altamente melódico". 
En 1989, Hersch tocó con Janis Siegel de The Manhattan Transfer y grabaron juntos en un estudio montado en su casa. 
En 2006, Palmetto Records lanzó el disco en solitario Fred Hersch en Amsterdam: Live at the Bimhuis, [24] y lanzó su octavo disco en solitario, Fred Hersch Plays Jobim, en 2009. 

## Composición
La carrera de Hersch como intérprete ha sido realzada por sus actividades de composición, que son una parte importante de casi todos sus conciertos y grabaciones. Ha recibido encargos del Gilmore Keyboard Festival, la Doris Duke Foundation, el Miller Theatre de la Universidad de Columbia, el Gramercy Trio y el Brooklyn Youth Chorus. Un disco de sus obras, Fred Hersch: Concert Music 2001-2006, fue lanzado por Naxos Records.
Varias de las composiciones de Hersch han sido transcritas por el editor de música Edition Peters. Estas incluyen "San Valentín", tres estudios de carácter, canciones de salón y 24 variaciones sobre un coral de Bach. 
Hersch fue galardonado con una Beca 2003 Guggenheim Memorial para la composición. En el mismo año creó Leaves of Grass (Palmetto Records), una pieza a gran escala de la poesía de Walt Whitman para dos voces (Kurt Elling y Kate McGarry) y un octeto instrumental. El trabajo fue presentado en marzo de 2005 en Zankel Hall en el Carnegie Hall como parte de una gira por seis ciudades de Estados Unidos. 

## Enfermedad y recuperación
Hersch, que hizo pública en 1993 su homosexualidad, enfermó de VIH en 1984, permaneciendo desde entonces en tratamiento. En 2008, precisamente como consecuencia del sida, cayó en un coma que duró dos meses. Cuando recuperó la conciencia, había perdido toda función muscular como resultado de su larga inactividad y no podía tocar el piano. Después de una intensa rehabilitación, se recuperó completamente.
La producción 2011 de Hersch My Coma Dreams fue una obra larga para 11 instrumentos, actor / cantante y animación / multimedia, basada en los sueños que conservó después de salir de su estado de coma. Una grabación de la obra fue lanzada en DVD en 2014.

## Discografía

### Como líder
- Horizons (1984)
- Sarabande (1986)
- E.T.C. (1988)
- Heartsongs (1989)
- The French Collection (1989)
- Short Stories (1989), con Janis Siegel.
- Evanessence: A Tribute to Bill Evans (1990).
- Forward Motion (1991)
- Red Square Blue: Jazz Impressions of Russian Composers (1992).
- Dancing in the Dark (1992)
- Live at Maybeck Recital Hall, Vol. 31 (1993)
- The Fred Hersch Trio Plays (1994)
- I Never Told You: Fred Hersch Plays Johnny Mandel (1994)
- Point in Time (1995)
- Plays Billy Strayhorn (1995)
- Beautiful Love (1995), con Jay Clayton.
- Slow Hot Wind (1995), con Janis Siegel.
- Passion Flower (1996)
- Plays Rodgers & Hammerstein (1996)
- Thelonious (1997)
- The Duo Album (1997)
- Thirteen Ways (1997)
- Songs We Know (1998), con Bill Frisell.
- Let Yourself Go: Live at Jordan Hall (1999).
- Focus (2000), con Michael Moore y Gerry Hemingway.
- Songs without Words (2002)
- Live at the Village Vanguard (2003)
- Songs and Lullabies (2003), con Norma Winstone y Gary Burton.
- Fred Hersch Trio + 2 (2004), con Ralph Alessi y Tony Malaby.
- Leaves of Grass (2005)
- Live at the Bimhuis (2005)
- Fred Hersch Trio Night and the Music (2007)
- Concert Music 2001-2006 (2007)
- Fred Hersch Pocket Orchestra: Live at Jazz Standard (2009)
- Fred Hersch Trio - Whirl (2010)
- Fred Hersch Trio - Everybody's Song But My Own (January 2011)
- Fred Hersch Alone At The Vanguard (March 2011)

### Como acompañante
Con Jane Ira Bloom
- Mighty Lights (Enja, 1982)

Con Anat Cohen
- Live In Healdsburg (A Train, 2018)

Con Art Farmer
- Mirage (Soul Note, 1982)
- Warm Valley (Concord, 1982)
- You Make Me Smile (Soul Note, 1984)

Con Billy Harper
- Billy Harper Quintet in Europe (Soul Note, 1979)
- The Awakening (Marge, 1979)

Con Matt Kendrick
- Other Aspects

Con Nancy King
- Live at Jazz Standard (Maxjazz, 2006)

Con Roseanna Vitro
- The Time of My Life: Roseanna Vitro Sings the Songs of Steve Allen (See Breeze, 1999; recorded 1986)
- Conviction: Thoughts of Bill Evans (A Records, 2001)